# Pjotr Boborykin
Pjotr Dmitrijevitj Boborykin, född 27 augusti 1836 och död 12 augusti 1921, var en rysk författare.
Boborykin har skrivit en lång rad romaner, noveller och dramer, som skildrade ryskt liv under 1800-talets senare hälft och 1900-talets första decennier. 
Boborykins berättelser har senare blivit intressenta för sina kulturmiljöskildringar, såsom Doktor Čibulka, om en tjeckisk gymnasielärare i Ryssland, och Kitaj-staden, om livet i den så kallade "Kinastaden" i Moskvas affärscentrum.